# شبح (فيزياء)
في مصطلحات نظرية الحقل الكمومي، فإن الشبح، أو الحقل الشبحي، أو الجسيم الشبح، أو الشبح العياري هو حالة غير مادية في نظرية المقياس. الأشباح ضرورية للحفاظ على ثبات المقياس في النظريات حيث تتجاوز الحقول المحلية عددًا من درجات الحرية المادية.
إذا كانت نظرية معينة متسقة مع ذاتها من خلال إدخال الأشباح، فإن هذه الحالات توصف بأنها "جيدة". الأشباح الجيدة هي جسيمات افتراضية تقدم من أجل التنظيم، مثل أشباح فادييف-بوبوف. بخلاف ذلك، تعترف الأشباح "السيئة" بحالات غير افتراضية غير مرغوب فيها في نظرية، مثل أشباح باولي فيلارز التي تقدم جسيمات ذات طاقة حركية سالبة.
مثال على الحاجة إلى مجالات الأشباح هو الفوتون، والذي يتم وصفه عادةً بواسطة أربعة مكوّنات كمون متجهي Aμ، حتى لو كان للضوء استقطابان فقط مسموح بهما في الفراغ. لإزالة درجات الحرية غير المادية، من الضروري فرض بعض القيود، وإحدى طرق القيام بهذا الاختزال هي إدخال بعض المجالات الشبحية في النظرية. في حين أنه ليس من الضروري دائمًا إضافة أشباح لتقدير الحقل الكهرومغناطيسي، إلا أن الحقول الشبحية مطلوبة بشدة عند التعامل مع امتدادات نظرية يانغ-ميلز غير الأبيلية للنموذج المعياري.
يُطلق على الحقل الذي يحتوي على عدد شبح سالب (عدد إثارة الأشباح في الحقل) اسم الشبح-المضاد.